# フィリップ・ケーン
フィリップ・ケーン（ドイツ語: Philipp Köhn、1998年4月2日 - ）はスイスとドイツのサッカー選手。ポジションはGK。ASモナコ所属。

## 経歴
ドイツ人の父とスイス人の母を持つ。
2017年2月23日、ラルフ・ラングニックによってRBライプツィヒに夏から加入することが発表された。2017年6月4日に正式に4年契約を結んだ。
2018年7月6日、レッドブル・ザルツブルクと4年契約を結び、まもなくリザーブチームに当たるFCリーフェリングに加入した。2020年7月29日にはFCヴィル1900に期限付き移籍した。

### 代表歴
年代別のドイツ代表に招集されていたが、スイス代表に鞍替えした。2022 FIFAワールドカップの本大会メンバーにも選出された。